# جستجوی آکادمیک

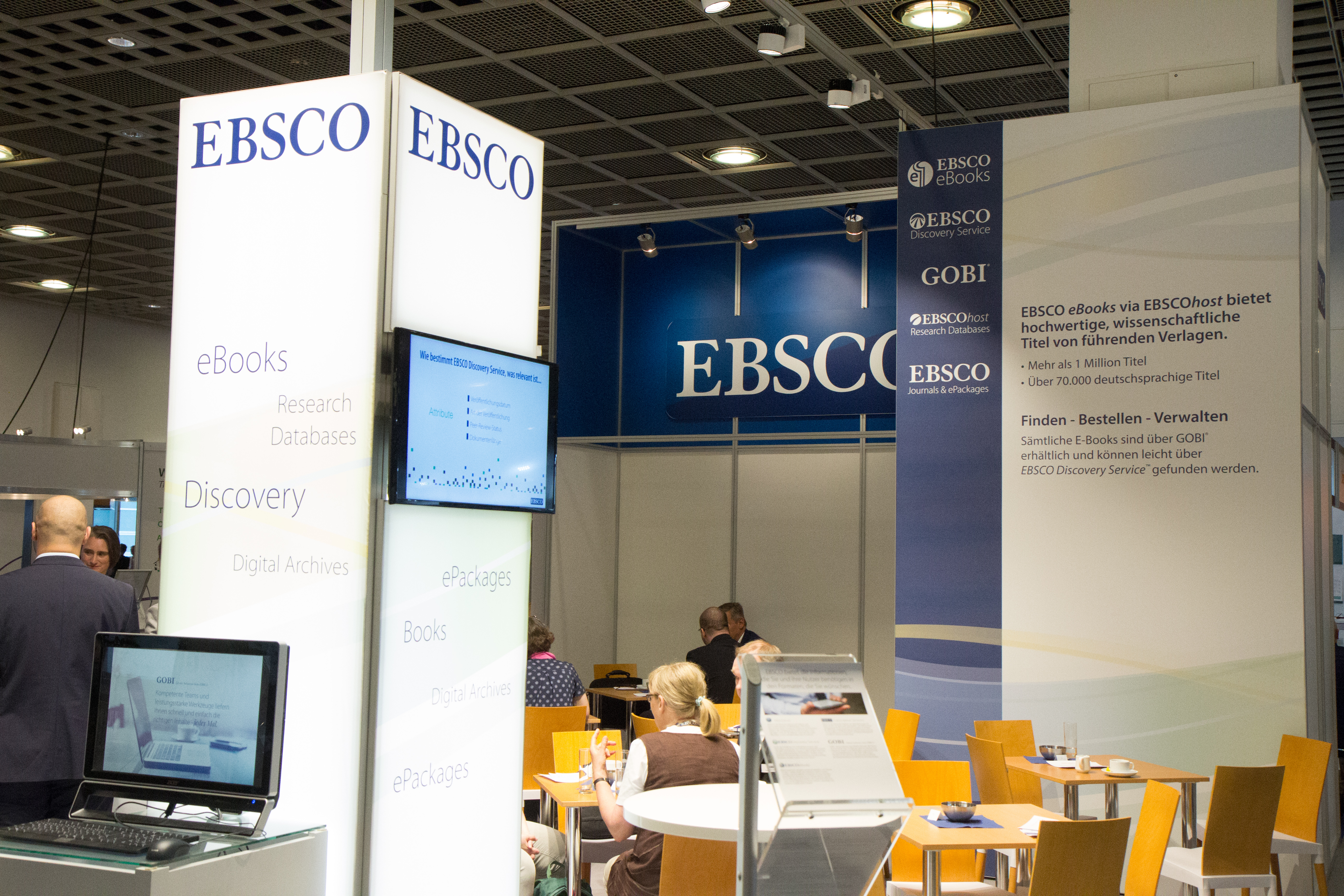
روز کتابداران آلمان - اولاف کوسینسکی

جستجوی آکادمیک یک سرویس نمایه سازی ماهانه است. این اولین بار در سال ۱۹۹۷ توسط خدمات اطلاعاتی ابسکو در ایپسویچ، ماساچوست منتشر شد. تمرکز آکادمیک آن دانشگاه‌های بین‌المللی است که علوم اجتماعی، آموزش، روان‌شناسی و موضوعات دیگر را پوشش می‌دهد. قالب‌های انتشارات تحت پوشش عبارتند از مجلات دانشگاهی، مجلات و روزنامه‌ها. جستجوی آکادمیک یک سرویس نمایه سازی و انتزاعی است که از طریق شبکه جهانی وب قابل دسترسی است. پوشش شامل بیش از ۸۵۰۰ نشریه متن کامل، از جمله بیش از ۷۳۰۰ مجله داوری شده است. جستجوهای میدانی شامل مقالات متن کامل، عناوین مجلات دانشگاهی، نویسنده، تاریخ انتشار، چکیده‌ها، جمع‌بندی، مراجع ذکر شده و تصاویر مرتبط می‌باشد. نتایج مقاله همچنین می‌تواند شامل تصاویر بند انگشتی باشد.